# Служіння храмове
Служіння - інші назви:служба, праця, робота, латинське office, санскритське і староіранське карма. Виконання завдань і досягнення цілей.
Три речі чітко відрізняють людей від звірів і перетворюють їх на громадян суспільства. Це мислення (здатність мислити), мова (здатність розмовляти) і праця (здатність працювати - виконувати осмислені дії з певною метою). Тому не дивно, що люди знають про їх важливість зі старожитніх часів і ними було створено багато понять для їх опису.
Так для опису цих суспільних явищ вже в стародавні часи в старослов'янській мові зафіксовані такі слова "раб" (у значенні робітник), "слуга", робота, служба та інші. 
Служитель - слуга, раб, робітник, офіцер.

## Служіння на Близькому Сході у стародавні часи
Ще в стародавніх культурах і храмових господарствах Близького Сходу (Шумер, Вавилон, Ассирія, Єгипет, Ізраїль і т.д.) розвивається бачення людини як "раба Божого" тобто істоти, життя якої полягає в тому, щоб служити Богу, Творцю всесвіту і виконувати ті завдання, які перед нею ставляться в житті, займатися певним "служінням", іншими словами - кожна людина у житті має певну роботу або "карму" (санскрит.). Таким чином починає розвиватись вчення, що розглядає все життя людини як службу Богу, як богослужіння.
Саме на Близькому Сході вперше в історії людства з'являються великі господарства, які в літературі також називають державами, храмовими господарствами, містами, поселеннями тощо, а сучасною мовою можуть класифікуватись як міжнародні корпорації. Основу цих господарств складали поселення людей, які належали до певного храму. В цих містах-храмах існував поділ праці і своя ієрархія служителів (жерців) - прості робітники (раби), воїни і писарі (вчені, бухгалтери) лікарі і вчителі, управлінці. Ціллю існування корпорації проголошувалось служіння Богу (за іншими даними - богам), що виражалось в розвитку і благоустрою храмового господарства, побудові нових храмів, народженні дітей, святкуванні свят на честь Бога (богів). 
З часом у храмових господарствах Близького Сходу просте населення (нижчий прошарок служителів храмів - раби) почали використовуватись настільки, що це дало підстави сучасним історикам ввести поняття рабовласництва і говорити про рабовласницький період в історії людства. Це часто було пов'язано з тим, що люди, які займали вищі посади (наприклад фараони у Єгипті чи правителі Вавилону) прогошували себе намісниками або живим втіленням Бога (богів) на землі, з точки зору вчення про служіння забуваючи про звичайних людей, вели постійні війни за вплив між храмами-державами та інше. 
Це призвело до появи на Близькому Сході людей, які стверджували, що у світі існує лише один Бог (можливо під різними назвами). Одна з таких груп людей пізніше стала відома як євреї (єврейський народ) і утворила державу Ізраїль.

## Служіння у Європі в дохристиянські часи
Про особливості розвитку ідеї служіння у стародавній Європі до нас дійшло мало даних. Основні джерела стосуються історії стародавньої Греції та Римської імперії.
В ті часи, коли на Близькому Сході вже процвітали храмові господарства в стародавній Греції і Римі продовжували існувати примітивні, родо-племінні форми господарювання. Поступово, під впливом контактів з фінікійцями (представниками храмових господарств Близького Сходу) в Грецію також проникають близькосхідні храмові господарства, але тут їх вигляд і значення у суспільному житті під впливом навколишніх умов, зокрема іншого світогляду сильно змінюються, в поняття рабства, рабовласництва і т.д. починає вкладатися дещо інший зміст, люди діляться на вільних, які "не працюють" і рабів, які працюють на вільних. Тобто в поняття праця і служіння, зокрема служіння богам вкладається інший зміст ніж на Близькому Сході. Як це не дивно, але саме це можна розглядати як початок сучасного ринкового господарства, де люди не служать Богові, а борються за місце під сонцем, з точки зору стародавніх близькосхідних так само як і сучасних християнських концепцій насправді здійснюючи це служіння у інший спосіб.

## Християнська епоха
Християнська епоха приносить у світ нове бачення служіння, багато важливих елементів якого взяті зі світогляду жителів Близького Сходу і частково, Римської імперії.
У сучасному підручнику Закону Божого дається наступне визначення богослужіння - "богослужінням в цілому називається богопочитання або догоджання Богу добрими думками, словами і ділами, тобто виконання Божої волі."

## Ісламна Близькому Сході
Іслам на Близькому Сході остаточно поширює ідею служіння єдиному Богу і ідею людини як раба Божого. Цікаво, що в арабській мові багато імен, які виражають цю ідею, напр. Абдулла (раб Божий), Абдуррахман (раб Милостивого), Абдульмалік (раб Господа) та ін.

## Служіння на Русі
Саме з часів Київської Русі йдуть сучасні українські слова раб, робота, робітник, слуга, служба, служити, службовець, служіння. Такі словам як раб, слуга і робота ймовірно були присутні у слов'янських мовах ще в дохристиянські часи, але з поширенням християнства в них було вкладено дещо інший, новий зміст. Саме в цей час зафіксовано вживання понять раб Божий, слуга Божий, богослужіння та інші.
Цікава також поява таких форм звертання як Господь, пан, господар і поняття господарство, які виражають ту саму ідею служіння по іншому, називаючи Бога - Господом або Господарем, керівником Всесвіту (Господарства) і звертаючись до людини з повагою як до пана, господаря, керівника господарства на службі Божій. Подібні звертання простежуються також у Європі - сер, місьє, Herr та інші.

## Служіння в Середньовічній Європі
Сучасні слова української мови офіс, офіцер, офіційний та інші запозичені з європейських мов, які в свою чергу запозичили це слово з латини, мови церкви і суспільств Заходу протягом 2000 років, де воно мало вигляд oficium (служба, богослужба) і походить від слова offere.

## Служіння в часи XVII-XX ст
В цей час, у зв'язку з поширенням у світі безбожжя і безбожної матеріалістичної філософії, поняття служіння набуває світського характеру. З'являються поняття про служіння суспільству (суспільне служіння) замість богослужіння, поняттю богослужіння надається вузький зміст - "служіння Богу в храмі", з'являються поняття рабовласництва, служителя культа, службовця, слуги народу і т.д. Використання понять раб Божий, богослужіння і т.д. у їх старих значеннях зберігається переважно у середовищі віруючих людей (старообрядці, українські селяни і т.д.). Варто також звернути увагу на значний вплив Радянської влади по насадженню безбожжя на підвладних їй землях.

## XXI ст., єдністьглобального суспільства
В XXI ст. у зв'язку з переосмисленням ролі і значення віри в Бога в житті суспільства, стародавнє православне розуміння поняття служіння поступово повертається в Україну і знаходить визнання в очах людей. Разом з тим безбожницьке світське (атеїстичне) розуміння поняття служіння продовжує так само широко вживатись. Паралельно з цим в українському суспільстві поширюються розуміння служіння, характерні для вчень країн Заходу (в католицизмі і протестантстві) і Сходу (іслам, буддизм, конфуціанство, індуїзм).
Див. також:
1. Суспільне служіння
2. Богослужіння
3. Бгакті
4. Карма
5. Раб
6. Робота
7. Слуга
8. Служба
9. Офіс
10. Офіцер